# Кристофър Робин Милн
Кристофър Робин Милн (на английски: Christopher Robin Milne) е английски писател, известен най-вече като първообраза на героя Кристофър Робин от книгата „Мечо Пух“, написана от баща му А. А. Милн.

## Детство
За първия си рожден ден получава подарък плюшено мече, наречено Едуард. Тази играчка, заедно с истинското мече Уини от лондонската зоологическа градина, се превръща в първообраз на популярния герой Мечо Пух.
В ранните си детски години Кристофър Робин приема изключително позитивно книгите, написани от баща му, в които той е главният герой. Със започване на училище обаче нещата се променят, тъй като книгите са добили вече широка популярност и Кристофър е засипан с подигравки от страна на съученците си. С течение на времето той започва да ненавижда вниманието, насочено към него заради успеха на баща му. Виждайки това, А.А.Милн обявява, че „Къщичка в къта на Пух“ ще бъде последната книга, в която присъства Кристофър Робин. Популярността на книгите обаче нараства изключително и за Кристофър става почти невъзможно да води живот, извън фокуса на общественото внимание.
Първоначално Кристофър Робин посещава училище „Гибс“ в Лондон, а скоро след това се премества в престижното училище „Стоу“ в Бъкингамшир. През 1939 г. спечелва стипендия от Тринити Колидж, Кеймбридж, където изучава английски език (1).

## Зрели години
Въпреки че е пацифист по убеждение, като своя баща, Кристофър Робин изоставя обучението си, за да се запише в армията, когато избухва Втората световна война. Не успява да премине успешно медицинските прегледи, но с помощта на баща си е назначен в полка на Кралските инженери. През 1942 г. е разпределен за Близкия изток и Италия. След като е освободен от армията, се връща в Кеймбридж и завършва образованието си.
Относно отношенията си с прочутия си баща, Кристофър Робин споделя в мемоара си „Пътеката между дърветата“ („Path Through the Trees“, 1979): „Бяхме приятели, но през 1947 г. пътищата ни трябваше да се разделят“ и продължава: „Понякога имах чувството, че баща ми се е качил на моите крехки рамене, за да стигне славата, и ми е отнел собствената личност, оставяйки ми само празното име на негов син“. През 1948 г. сключва брак със своята първа братовчедка Лесли Селенкур, въпреки опитите на родителите му да го разубедят. От този брак се ражда Клеър Милн (1956 г.), която е с церебрална пареза. А.А.Милн не успява да види внучката си, тъй като умира няколко месеца преди появата ѝ на бял свят. Клеър ръководи благотворителна организация в помощ на инвалидите, наречена „Фонд Клеър Милн“.
През 1951 г. Кристофър Робин и съпругата му Лесли напускат Лондон и се преместват в Дартмут. Причините за тази промяна Кристофър Робин обяснява в „Пътеката между дърветата“ – това за него е начинът да избяга от славата на баща си и от славата на „Кристофър Робин“. В Дартмут основават книжарницата „Харбър“, която се превръща в успешно начинание. Двамата управляват книжарницата в продължение на дълги години, като не приемат никакви хонорари от продажбите на книгите за Мечо Пух.
Кристофър Робин рядко посещава дома на баща си и след смъртта му през 1956 г. той се среща с майка си само веднъж през останалите 15 години от живота ѝ.
През 1974 г. Кристофър Робин решава да публикува първата от трите си бииографични книги – „Омагьосаните места“ („The Enchanted Places“), където описва детството си и проблемите, които му е донесла славата на „Мечо Пух“. През 1982 г. издателство „Methuen“ издава и третата му книга – „Падина на хълма“ (“Hollow on the Hill“).
През последните години на своя живот, Кристофър Робин страда от Миастения гравис (лат: Myasthenia gravis pseudoparalytica, Pseudoparalytica gravis) – хронично автоимунно заболяване, характеризиращо се с мускулна слабост и лесна уморяемост след физическа активност. Умира в съня си на 20 април 1996 г.

## Публикации
- „Омагьосаните места“ (Dutton, 1975) ISBN 978-0-14-003449-3
- „Пътеката между дърветата“ (Dutton, 1979) ISBN 978-0-525-17630-5
- „Падина на хълма“ (Methuen, 1982) ISBN 978-0-413-51270-3
- „Windfall“, (Methuen, 1985) ISBN 978-0-413-58960-6
- „Отворената градина“ („The Open Garden“) (Methuen, 1988) ISBN-10: 0413408000
- „Отвъд света на Пух“ („Beyond the World of Pooh“), редактирана от A.R. Melrose (Dutton, 1998) ISBN 978-0-413-74320-6